# Castelo de Craigie

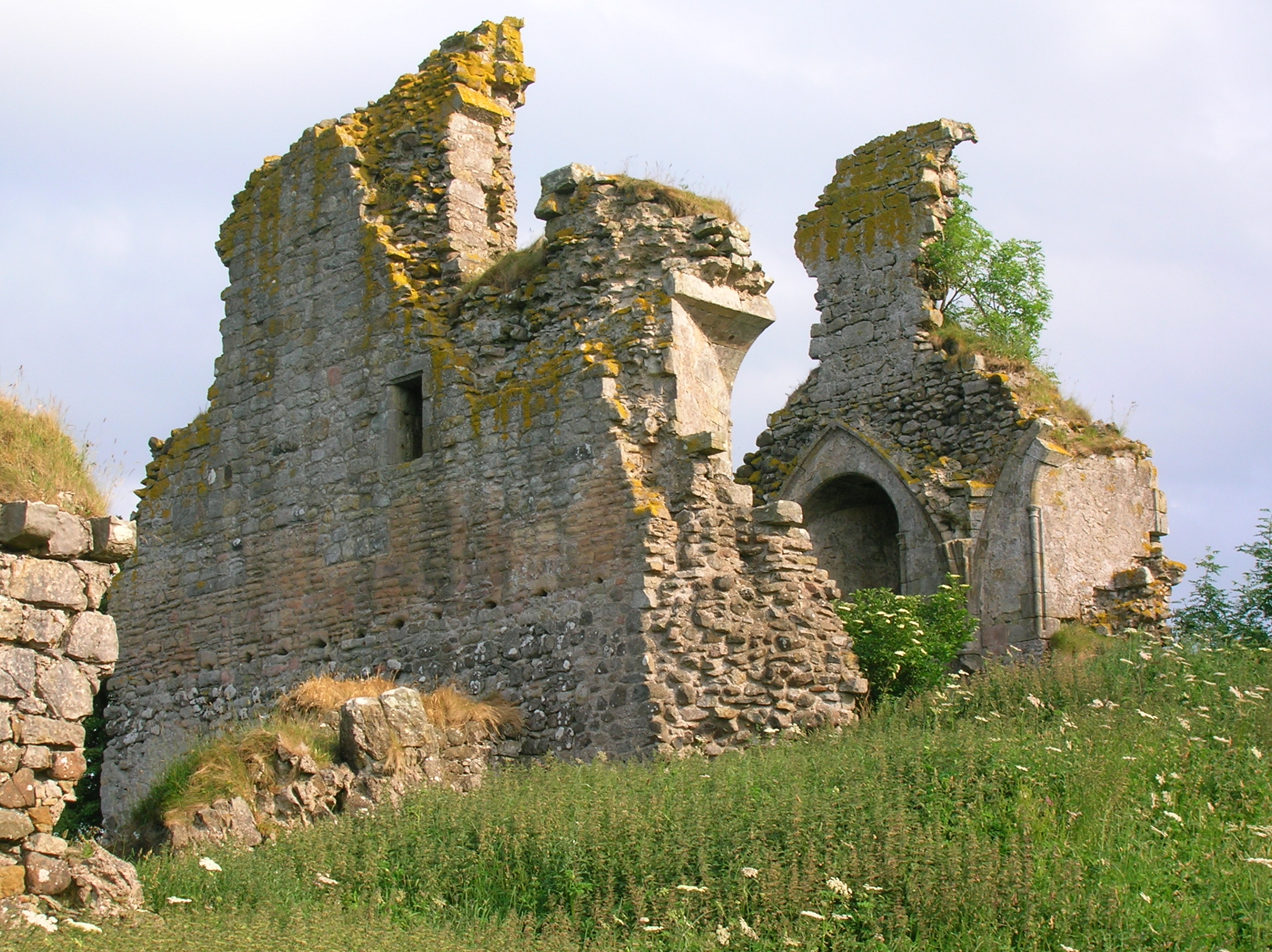
Castelo de Craigie, Escócia.

O Castelo de Craigie (em inglês:  Craigie Castle) é um castelo atualmente em ruínas localizado em Craigie, South Ayrshire, Escócia.
Encontra-se classificado na categoria "B" do "listed building" desde 14 de abril de 1971.